# 캐트 & 안나
캐트(カット, Kat)와 안나(アナ, Ana)는 닌텐도의 비디오 게임 시리즈 《메이드 인 와리오》의 등장인물이다.

## 소개
다이아몬드 시티 유치원에 다니는 일란성 쌍둥이 자매이자, 닌자 가문의 수련생이다. 캐트는 동물을 좋아하며, 그 중에서도 고양이를 가장 좋아한다. 안나는 꽃을 좋아한다.

## 기타
- 둘의 이름을 합치면 KATANA(카타나), 즉 일본도가 된다.